# Mesocapromys
A Mesocapromys az emlősök (Mammalia) osztályának a rágcsálók (Rodentia) rendjébe, ezen belül a hutiák (Capromyidae) családjába tartozó nem.

## Rendszerezés
A nembe az alábbi 5 faj tartozik:
- Cabrera hutia (Mesocapromys angelcabrerai) Varona, 1979
- nagyfülű hutia (Mesocapromys auritus) Varona, 1970 - típusfaj
- feketefarkú hutia vagy bozontos-farkú hutia (Mesocapromys melanurus) Poey, 1865 - korábban Mysateles melanurus
- törpe hutia (Mesocapromys nanus) G. M. Allen, 1917
- San Felipe-szigeti hutia (Mesocapromys sanfelipensis) Varona & Garrido, 1970 – kihalt, egykor a Kuba szigete melletti Pinal del Rio szigeten élt

## Források

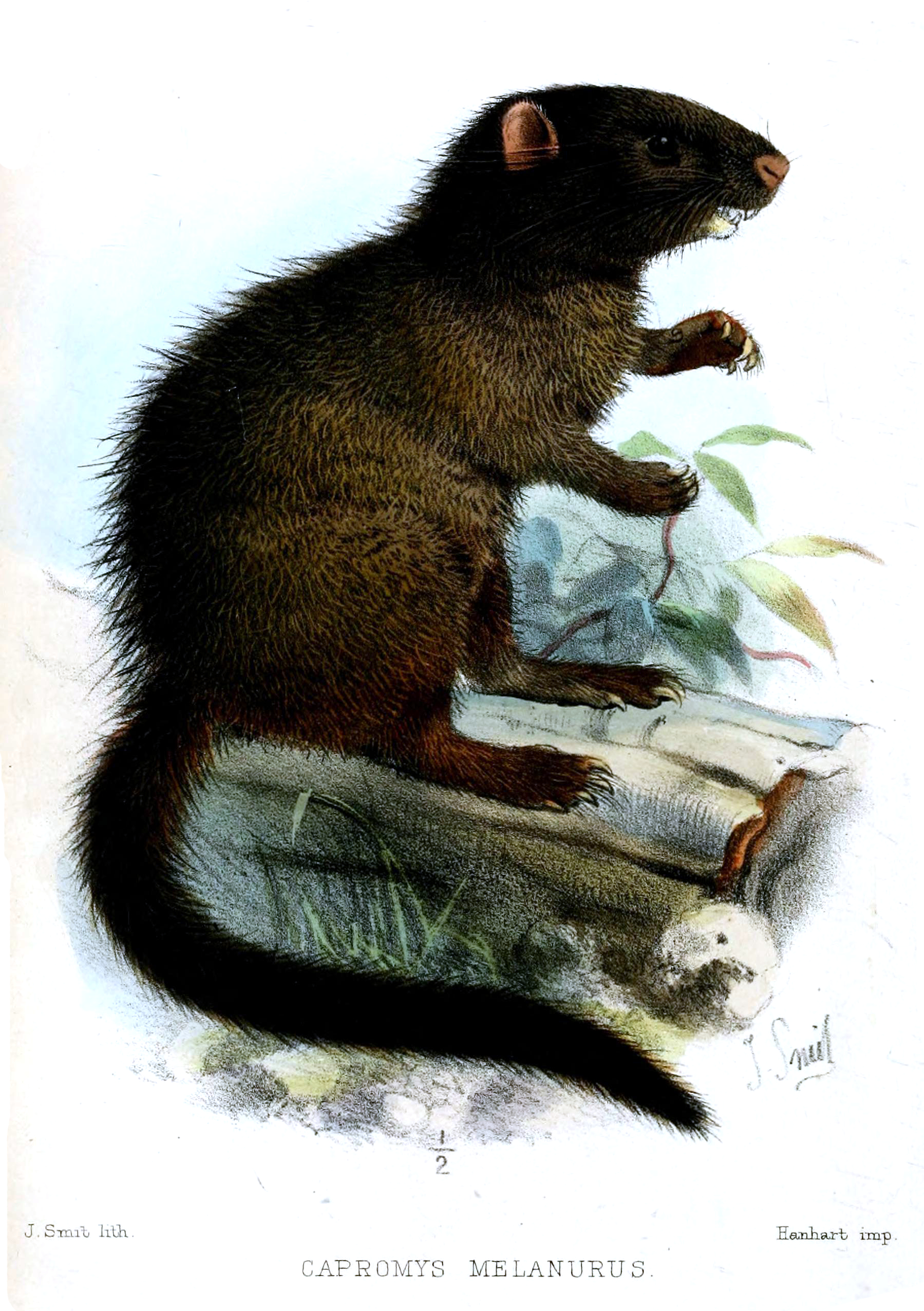
Rajz a feketefarkú hutiáról (Mesocapromys melanurus)